# Диван-хане
Диван-хане — часть Дворцового ансамбля правителей Ширваншахов, расположенного в историческом районе Ичери-шехер столицы Азербайджана, города Баку.
Помимо самого дворца и Диван-хане, в комплекс также входят усыпальница ширваншахов, дворцовая мечеть 1441 года с минаретом, баня и мавзолей придворного учёного Сейида Яхья Бакуви. Дворцовый комплекс был построен в период с XIII по XVI век (некоторые здания, как и сам дворец, были построены в начале XV века при ширваншахе Халил-улле I).

## История

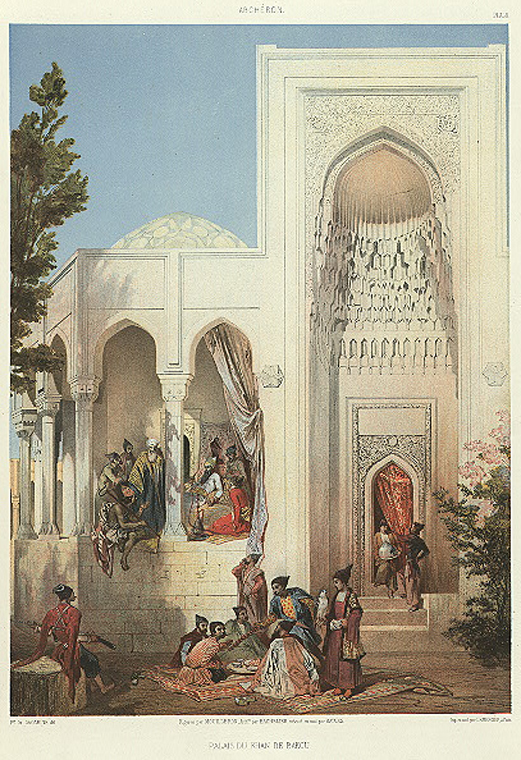
Диван-хане на изображении Григория Гагарина1847 год

Черты стиля и незавершённость части отделочных работ позволяют датировать Диван-хане концом XV века, временем взятия Баку войсками Сефевидов. Особенности же плана, подземелье-склеп и содержание лапидарной надписи над входом в зал (Коран, Сура 10, стихи 26 и 27) указывают на его мемориальное назначение. Бретаницкий предполагал, что Диван-хане строилось в самом конце XV века, при ширваншахе Фаррух-Йасаре, а военные события этого времени (захват Баку войсками Сефевидов) не позволили его закончить.
Существует несколько версий о назначении Диван-хане. Предполагалось, что оно служило зданием для судопроизводства, приёмов или государственного совета, либо было мавзолеем . В основу наиболее распространённой гипотезы положено бытующее наименование памятника, согласно которому предполагалось, что он является судилищем, либо приёмными покоями дворца, либо зданием какого-либо «приказа».
Над одним из входов в Диван-хане сохранились остатки надписи на арабском языке. В. М. Сысоев относит эту однострочную надпись к 832 году по хиджре(1428/29), Историк Сара Ашурбейли утверждает, что данную информацию невозможно проверить. Есть предположения и о том, что Диван-хане был мемориальным памятником. С. Ашурбейли отмечает, что, возможно, эта постройка была гробницей, однако, согласно источникам, кызылбаши сожгли останки гробницы и захоронили там Халил-улла I.
Согласно другой версии, здание было построено в качестве гробницы для Ширваншаха Фарруха Яшара, однако, в 1500 году, после поражения в битве при Джабаны Фаррух был убит и сожжен кызылбашами и не был похоронен здесь.
Происхождение оригинальной архитектурной структуры связывают и с доисламской погребальной традицией. Историк Сара Ашурбейли полагает, что ещё в домусульманское время занятая Диван-хане территория была священным местом (предполагается, что чашеобразные углубления служили для собирания жертвенной крови животных).

## Архитектурные особенности

### Общая планировка
Дворик Диван-хане, с трёх сторон обрамлён стрельчатой аркадой. В композиционном центре Диван-хане на высоком стилобате стоит восьмигранная ротонда-павильон. Зал этой ротонды окружён открытой аркадой того же ордера. Эллиптическое покрытие со слегка заострённой макушкой защищено снаружи гранёным каменным куполом. Западный фасад ротонды выделен украшенным арабесками порталом, каннелированный полукупол стрельчатой конхи которого опирается на систему тонко промоделированных сталактитов (мукарнасы). Тимпаны и надпроёмные плоскости покрыты орнаментом. Портал ведёт в сени, соединяющие зал с размещённым в стилобате склепом и служебными комнатами, расположенными одна над другой.
Окружающая ротонду аркада с колоннадой соединена с объёмом зала посредством цельных каменных блоков горизонтального профиля. Здесь ярко выраженная тектоника архитектурных масс отмечена отличным решением конструктивных форм, масштабность сооружения согласована со всеми архитектурными элементами и деталями. Колонна своеобразного ордера носит индивидуальный характер и является самодовлеющим звеном в общей композиции ротонды. Диван-хане отличает законченность композиции, совершенство архитектурных форм и виртуозность выполнения орнаментального убранства. Здесь было заложено новое стилистическое направление в зодчестве Азербайджана, новый этап в развитии объемно-пространственных решений, приведший к исключительным художественным результатам.

### Портал и декорации фасада
Портал главного входа увенчан сталактитовым полукуполом и богато украшен ковровой резьбой по камню необыкновенной красоты. Узор представляет собой сплетение листьев инжира и винограда, а надписи, сделанные на куфи, издалека кажутся сложным геометрическим орнаментом. К сожалению, строительство Диван-хане не было завершено. Художественная резьба по камню на портале и входах в «сени» и купольный зал являются шедеврами азербайджанского монументально-декоративного искусства.

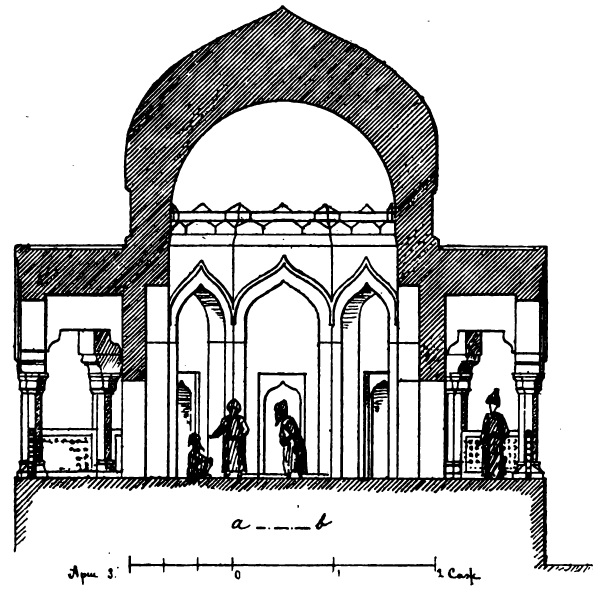
Диван-хане в разрезе
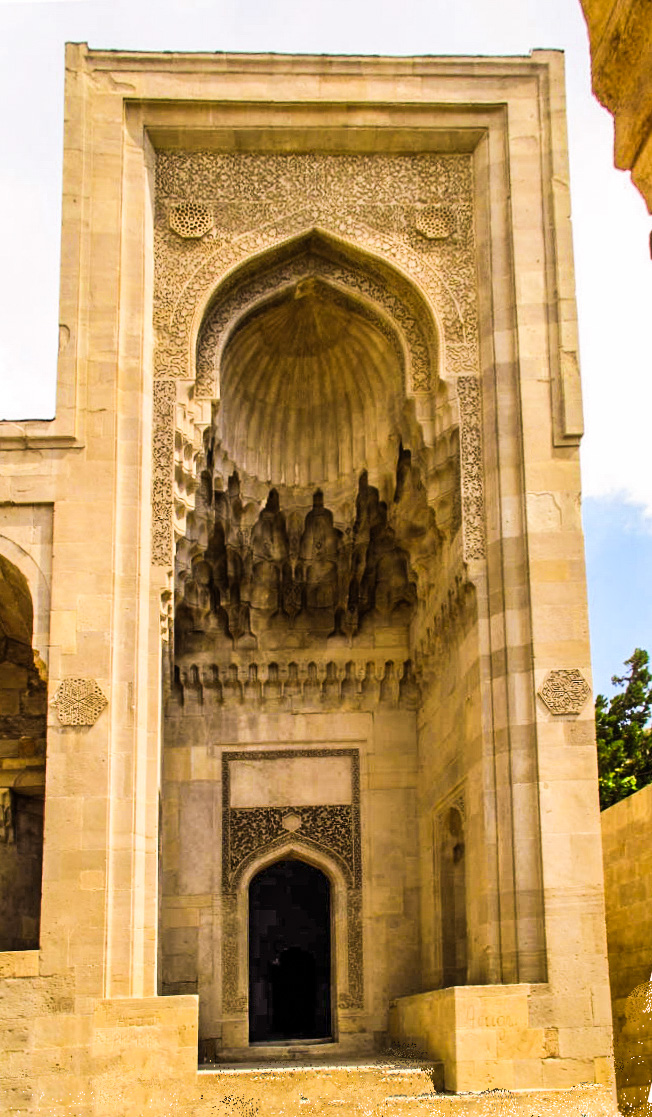
Портал западного фасада ротонды
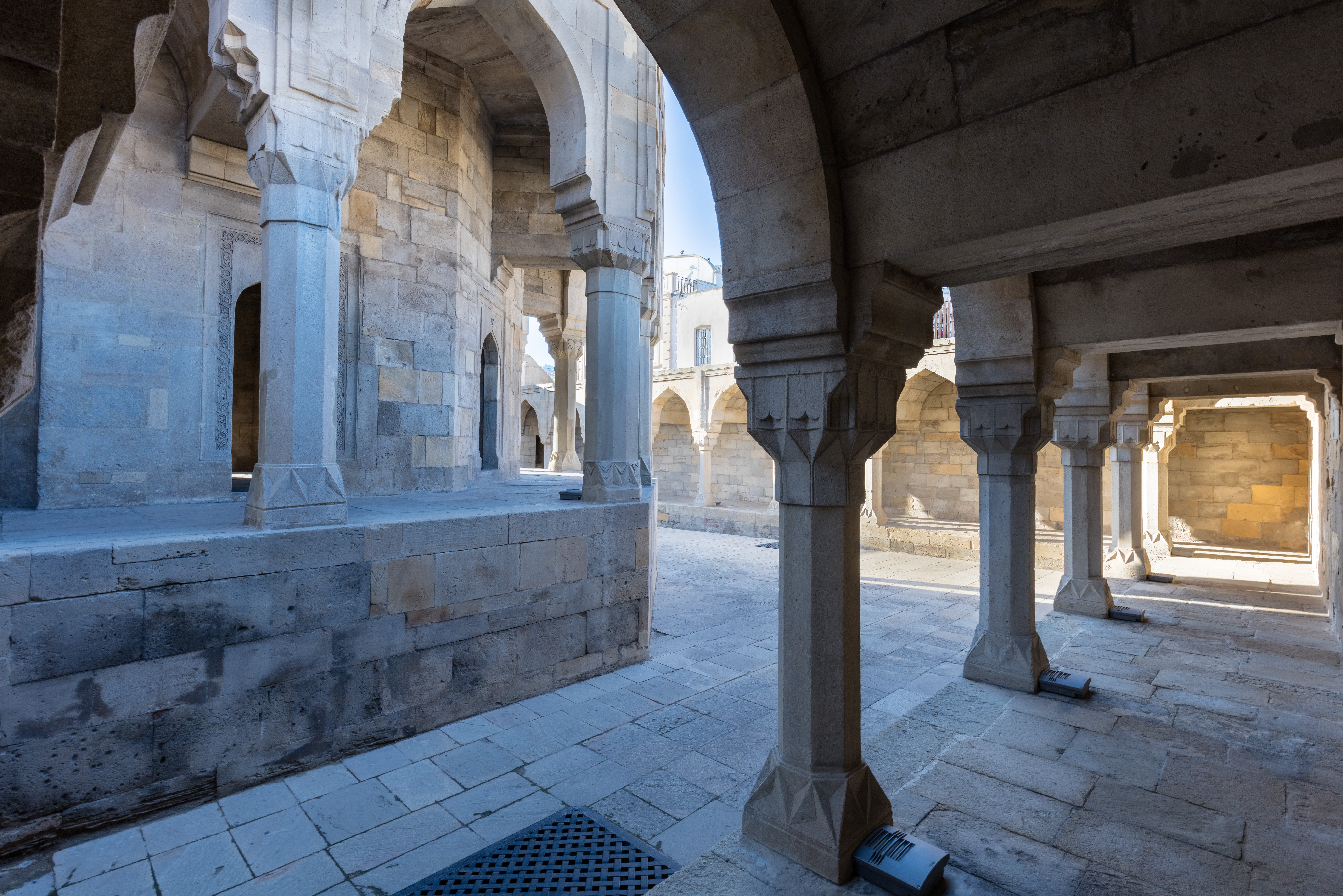
Вид на двор
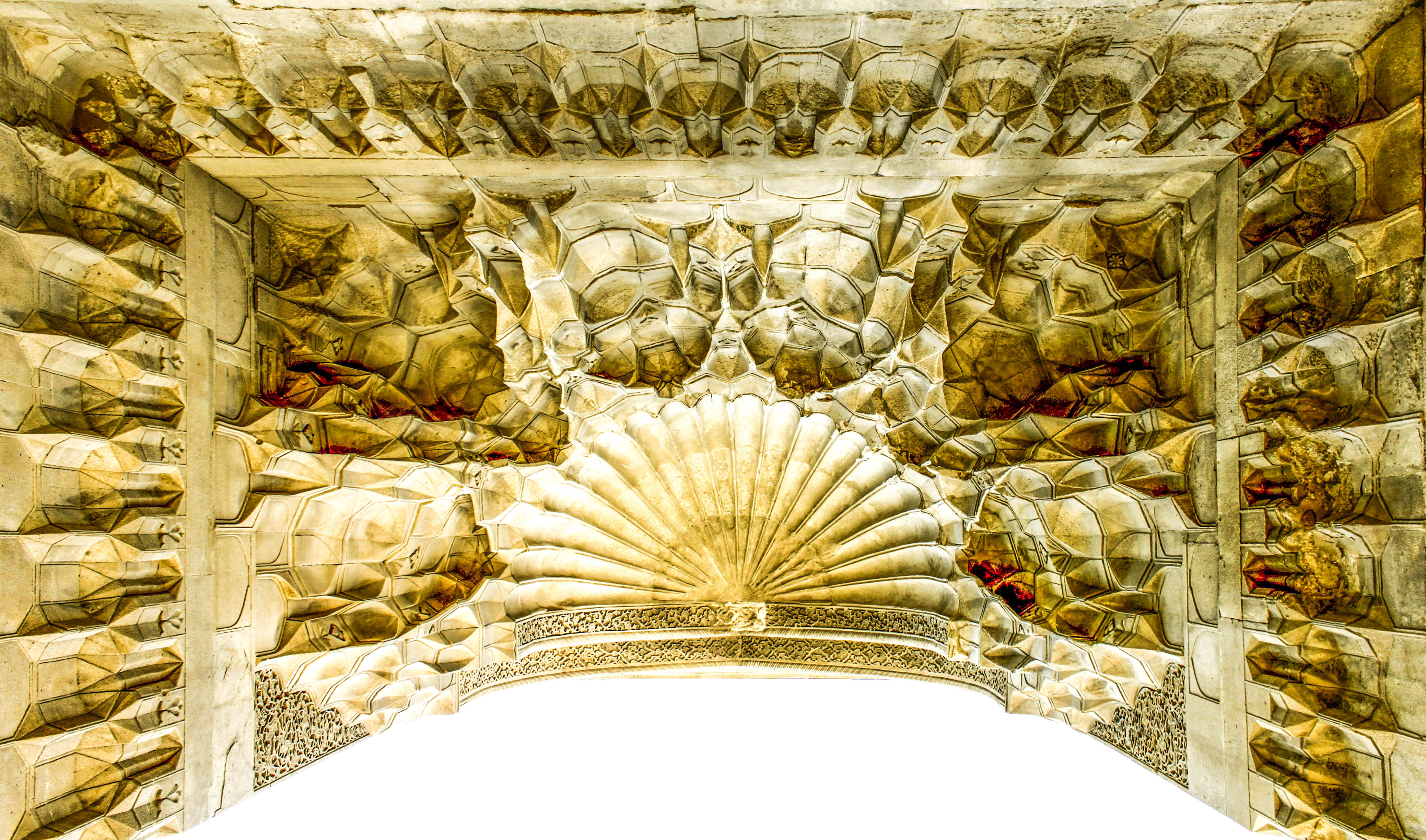
Художественная резьба по камню на портале